# 四万十市立須崎小学校
四万十市立須崎小学校（しまんとしりつ すさきしょうがっこう）は、高知県四万十市にある公立小学校。

## 概要
四万十川第1支流目黒川の中流に位置し、山の中腹を切り開いて建設された。

## 沿革
2012年4月1日 - 四万十市立西土佐小学校に統合され、休校した。

## 所在地
- 高知県四万十市西土佐須崎810-3

座標: 北緯33度8分50秒 東経132度45分3.1秒 / 北緯33.14722度 東経132.750861度